# Пекарь, Владимир Израилевич
Владимир Израилевич Пекарь (7 февраля 1927, Одесса — 27 мая 1990, Москва) — советский режиссёр и художник мультипликационных фильмов. Заслуженный деятель искусств РСФСР (1987), член АСИФА, Автор программы обучения художников-мультипликаторов. Сотрудничал с Владимиром Поповым и Татьяной Колюшевой.

## Биография
С 1942 года был учеником мультипликатора при киностудии «Союзмультфильм».
Работал на Ереванской студии (1943—1947).
В 1947 году стал мультипликатором студии «Союзмультфильм».
Входил в группу комбинированных съёмок под руководством Николая Фёдорова.
В 1960 году создал мультипликационный киножурнал Мультипликационный Крокодил и снял первый выпуск, что стало его дебютом как режиссёра. Первое время работал с Владимиром Поповым. Их тандем просуществовал почти 15 лет. За эти годы, кроме многочисленных сюжетов для сборников, киножурналов «Фитиль» и заказных фильмов-плакатов о кукурузе и «Госстрахе», они поставили несколько картин, которые и до сих пор не сходят с телеэкранов. В их числе «Впервые на арене» (1961), дилогия о медвежонке Умке (1969—1970), «Верните Рекса» (1975). Далее каждый из режиссёров пошёл своим путём.
В 1976 году самостоятельно снял мультфильм «Почтовая рыбка».
Часто преподавал на курсах художников-мультипликаторов на студиях «Союзмультфильм», «Мульттелефильм» а также читал лекции на Высших курсах сценаристов и режиссёров.

## Фильмография

### Режиссёр
| - 1960 — МуК (Мультипликационный Крокодил) № 1 - 1961 — Впервые на арене - 1961 — МуК (Мультипликационный Крокодил) № 5 - 1965 — Агент Г. С. - 1966 — Буквы из ящика радиста - 1967 — Приятного аппетита - 1968 — Случилось это зимой - 1969 — Дети и сказки - 1969 — Для любителей рыбной ловли - 1969 — Умка - 1970 — Умка ищет друга - 1970 — По щучьему велению - 1971 — Приключения красных галстуков - 1972 — Ты враг или друг? - 1973 — Сокровища затонувших кораблей - 1973 — Что страшнее? - 1974 — Сказка за сказкой | - 1975 — Верните Рекса - 1976 — Земля моя - 1976 — Почтовая рыбка - 1977 — Василиса Прекрасная - 1978 — Легенды перуанских индейцев - 1979—1980 — Баба Яга против! - 1981 — Говорящие руки Траванкора - 1982 — Закон племени - 1983 — Путь в вечность - 1984 — То ли птица, то ли зверь - 1985 — Загадка сфинкса - 1986 — Ара, бара, пух! - 1987 — Диалог. Крот и яйцо - 1987 — Мышь и верблюд - 1989 — Ай-ай-ай |

### Режиссёр мультипликационных вставок
- 1962 — Дети Памира
- 1963 — Рассказы о Шевченко
- 1963 — Папа, мама, цирк и я…
- 1973 — 1976 — Сделано в Фитиле
- 1988 — Мария, Мирабела в Транзистории

### Сценарист

Экспозиция «Режиссёры киностудии „Союзмультфильм“». В. И. Пекарь. 2014 год.

- Буквы из ящика радиста (1966)
- И смех и грех (1978)
- Живая игрушка (1982)
- Закон племени (1982)
- Путь в вечность (1983)

### Художник-постановщик
- Случилось это зимой (1968)
- Умка (1969)
- Умка ищет друга (1970)
- По щучьему велению (1970)
- Приключения красных галстуков (1971)
- Ты враг или друг? (1972)

### Художник-мультипликатор
- В лесной чаще (1954)
- Мойдодыр (1954)
- Подпись неразборчива (1954)
- Необыкновенный матч (1955)
- Пёс и кот (1955)
- Снеговик-почтовик (1955)
- Трубка и медведь (1955)
- Это что за птица? (1955)
- Кораблик (1956)
- Маленький Шего (1956)
- Миллион в мешке (1956)
- Старые знакомые (1956)
- Верлиока (1957)
- В некотором царстве (1957)
- Волк и семеро козлят (1957)
- Дитя солнца (1957)
- Привет друзьям! (1957)
- Храбрый оленёнок (1957)
- Чудесница (1957)
- Грибок-теремок (1958)
- Кошкин дом (1958)
- Лиса и волк (1958)
- Первая скрипка (1958)
- Сказка о Мальчише-Кибальчише (1958)
- Спортландия (1958)
- Тайна далёкого острова (1958)
- Янтарный замок (1959)
- Ровно в три пятнадцать… (1959)
- Приключения Буратино (1959)
- Похитители красок (1959)
- Новогоднее путешествие (1959)
- Золотое пёрышко (1960)
- Мультипликационный Крокодил № 1 (1960)
- Мультипликационный Крокодил № 2 (1960)
- Светлячок № 1 (1960)
- Впервые на арене (1961)
- Мультипликационный Крокодил № 4 (1961)
- Мультипликационный Крокодил № 5 (1961)
- Семейная хроника (1961)
- Мир дому твоему (1962)
- Беги, ручеёк (1963)
- Снежные дорожки (1963)
- Следопыт (1963)
- Папа, мама, цирк и я… (1963)
- Дело № (1964)
- На краю тайны (1964)
- Ситцевая улица (1964)
- Картина (1965)
- Светлячок № 6 (1965)
- Агент Г. С. (1966)
- Жёлтик (1966)
- Самый, самый, самый, самый (1966)
- Зайдите, пожалуйста! (1966)
- Рай в шалаше (1966)
- Происхождение вида (1966)
- Злостный разбиватель яиц (1966)
- Зеркальце (1967)
- С кем поведёшься (1967)
- Слонёнок (1967)
- Старые заветы (1968)
- Черт попутал (1968)
- Капля мёда (1968)
- Украденный месяц (1969)
- Приключения казака Энея (1969)
- Десять лет спустя (1969)
- Обезьяна с острова Саругасима (1970)
- Индекс (1972)
- Самоделкин под водой (1977)[5]

### Киножурнал «Фитиль»
Режиссёр
- Клубок («Фитиль» № 2) (1962)
- Вирус равнодушия («Фитиль» № 3) (1962)
- Проболтали («Фитиль» № 12) (1963)
- Колобок («Фитиль» № 22) (1964)
- Чертовщина («Фитиль» № 77) (1968)
- Себе дороже («Фитиль» № 105) (1971)
- Утраченные грёзы («Фитиль» № 164) (1976)
- Шапка-невидимка («Фитиль» № 201) (1978)
- Наша реклама («Фитиль» № 234) (1981)
- Деревенский детектив («Фитиль» № 262) (1984)
- Звонарь («Фитиль» № 273) (1985)

Художник-постановщик
- Клубок («Фитиль» № 2) (1962)
- Вирус равнодушия («Фитиль» № 3) (1962)
- Проболтали («Фитиль» № 12) (1963)
- Колобок («Фитиль» № 22) (1964)
- Чертовщина («Фитиль» № 77) (1968)
- Себе дороже («Фитиль» № 105) (1971)